# Euxootera elegans
Euxootera elegans là một loài bướm đêm trong họ Noctuidae.